# Véres játék
A Véres játék (más címen: Véres sport, eredeti címen: Bloodsport) egy 1988-as amerikai harcművészeti film, amely Frank Dux igaz története alapján készült, a főszerepet az akkor még ismeretlen Jean-Claude Van Damme alakítja. Bár a film alacsony bevételt hozott, a harcművész rajongók körében hatalmas sikert aratott és az évek során kultklasszikussá vált. A filmben ötvözik a Kung Fu, Jeet Kune Do és a Muay Thai stílust.
Ez volt az első Jean-Claude Van Damme főszereplésével készült film, ezzel a mozival lehetősége nyílt, hogy megmutassa lenyűgöző harcművészeti tudását, csodálatosan kidolgozott fizikumát, és hihetetlen hajlékonyságát, s ez meghozta számára a várva várt sikert, és neve az egész világon ismertté vált.

## Cselekmény
Frank Dux, az amerikai hadsereg századosa évekig tanult nindzsucut mesterétől, Senzo Tanakától. Gyerekként Dux és barátai betörtek Tanaka otthonába és megpróbáltak ellopni egy katanát. A mestert lenyűgözte Dux őszintesége és bátorsága, ezért felfogadja edzőtársként fia, Shingo mellé. Shingo később meghalt, Senzo pedig beleegyezik, hogy a Tanaka klán tagjaként képezze ki Duxot. 
A fiatal férfit később meghívják a Kumite nevű, Hongkongban megtartott illegális harcművészeti viadalra. Mivel felettesei nem engedik el, megszökik a seregtől, elköszön halálos beteg mesterétől és Hongkongba utazik. A hadsereg Helmer és Rawlins ügynököket bízza meg Dux felkutatásával és letartóztatásával. Hongkongban Dux összebarátkozik egy Ray Jackson nevű amerikai bunyóssal és idegenvezetőjükkel, Victor Linnel. A verseny bírái eleinte szkeptikusan figyelik a nem japán származású Duxot, de ő egy Dim Mak elnevezésű technika végrehajtásával bizonyítja, hogy a Tanaka klán tagja. A verseny első napján Dux magára haragítja Chong Lit, a Kumite bajnokát, amikor megdönti a leggyorsabb kiütés terén felállított rekordját. 
Dux romantikus viszonyt létesít Janice Kenttel, a Kumite iránt érdeklődő oknyomozó újságírónővel. Dux nem hajlandó segíteni neki, de a nőnek sikerül bejutnia nézőként a versenyre. A második napot Jackson lesz Chong Li ellenfele. Az amerikai férfi majdnem győzedelmeskedik, de elbizakodottsága miatt Chong Li brutálisan megveri és kórházba juttatja. Dux bosszút esküszik, mialatt Kent próbálja lebeszélni őt a véres küzdelemben való részvételről. Helmer és Rawlins megérkezik a városba, kapcsolatba lépnek Chen rendőrfőnökkel és rátalálnak Duxra. Neki sikerül elmenekülnie és a Kumite utolsó napján a bejárat előtt rá váró rendőröket is ártalmatlanítja. Hajlandó visszatérni velük az Államokba, de csak a verseny után.
A finálé során Chong Li az elődöntőben megöli ellenfelét, a nézőtér megdöbbenésére. A vereségtől félő Chong Li a döntőben port szór Dux szemébe, átmenetileg megvakítva őt. Dux visszaemlékszik edzéseire Tanakával, ahol bekötött szemmel is gyakoroltak. Az amerikai harcos ezután legyőzi Chong Lit és megadásra kényszeríti. Másnap elköszön Kenttől és Jacksontól, majd az ügynökökkel az USA-ba repül.

## Szereplők
| Szereplő       | Színész               | Magyar hang, 1. szinkron | Magyar hang, 2. szinkron |
| -------------- | --------------------- | ------------------------ | ------------------------ |
| Frank Dux      | Jean-Claude Van Damme | Rátóti Zoltán            | Szabó Sipos Barnabás     |
| Ray Jackson    | Donald Gibb           | Gáti Oszkár              | Hankó Attila             |
| Victor         | Ken Siu               | Felföldi László          | Fekete Zoltán            |
| Chong Li       | Bolo Yeung            | Hankó Attila             | Galambos Péter           |
| Janice Kent    | Leah Ayres            | Fehér Anna               | Kökényessy Ági           |
| Senzo Tanaka   | Roy Chiao             | Gruber Hugó              | Rosta Sándor             |
| Mrs. Tanaka    | Lily Leung            |                          |                          |
| Helmer ügynök  | Norman Burton         | Dobránszky Zoltán        | Szersén Gyula            |
| Rawlins ügynök | Forest Whitaker       | Sörös Sándor             | Kerekes József           |
| Chen kapitány  | Philip Chan           | Jakab Csaba              | Haás Vander Péter        |
| Sen Ling       | Nathan Chkueke        |                          |                          |
| Suan Paredes   | Michel Qissi          |                          |                          |
| Budimam Prang  | Samson Li             |                          |                          |
| Sadiq Hossein  | Bernard Mariano       |                          | Mikula Sándor            |
| Gustafson      | John Foster           |                          |                          |

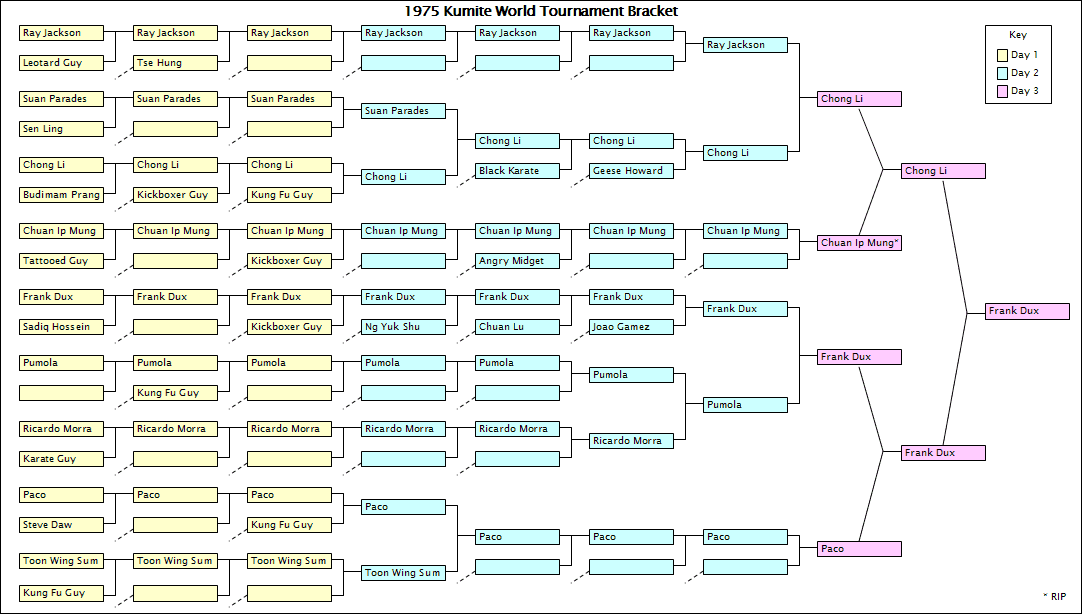
a Kumite bajnokság eredménytáblázata

Több híres hongkongi harcos is szerepel a filmben, például John Cheung és Bolo Yeung. A film producere, Mark DiSalle is feltűnik egy kis szerepben a film elején. Ő az a szakállas bokszoló, aki odamegy Ray Jacksonhoz. A film hongkongi produkciós konzultánsa, Charles Wang szintén látható a filmben; egy kínai doktort alakít, aki Ray-t kezeli a kórházban.
További érdekesség, hogy maga Frank Dux koordinálta a harci jeleneteket.

## A film készítése

### Forgatókönyv
Sheldon Lettich társ-forgatókönyvíró találta ki a film alapötletét:
Frank Dux-ot ismertem már pár hónapja, mielőtt előhozakodtam volna a Véres játék gondolatával. Frank sok hihetetlen sztorit megosztott velem, többségük baromságnak bizonyult. De a történetei az úgynevezett „Kumite” elnevezésű eseményen való részvételéről jól hangzó filmes ötletnek tűnt. Bemutatott egy Richard Bender nevű fickónak, aki azt állította, ténylegesen részt vett egy Kumitén és megesküdött, hogy Frank összes állítása igaz. Pár évvel később ez a fickó összeveszett Frankkel és bevallotta nekem: minden, amit a Kumitéről mondott, hazugság volt. Frank tanította be arra, mit mondjon.
A Véres játék Frank W. Dux erősen vitatott elbeszélései alapján készült. Ezek szerint Dux 1975–1980-ig 329 meccsen vett részt, és ezután vonult vissza, mint nehézsúlyú Full Contact Kumite világbajnok. A film végén elhangzó állítások szerint karrierje során négy világrekordot állított fel:
- Leggyorsabb kiütés: 3,2 másodperc
- Leggyorsabb ütés kiütéssel: 12 másodperc
- Leggyorsabb rúgás kiütéssel: 72 mph
- A legtöbb egymást követő kiütés egy tornán: 56

### Szereplőválogatás
A főszereplő kiválasztásával kapcsolatban Mark DiSalle producer elmondta: „Egy új harcművész sztárt akartam, aki nőcsábász. Jean Claude a férfiak és nők tetszését is elnyerte. Amerikai hős, aki amerikai módon küzd az igazságért, és szétrugdalja a rosszfiúkat.”
Van Damme-nak sikerült egy találkozót megbeszélnie a Cannon Pictures producerével, Menahem Golannal, ahová magával vitte barátját, Michel Qissit. A producer irodájában Van Damme spárgázott két szék között, de Golan nem volt lenyűgözve. Kis idő után a producer elmondta nekik, hogy eleget látott és úgy gondolja, nem lennének alkalmasak a szerepre. Qissi megemlítette, hogy Van Damme dolgozott egy nagy filmen Arnold Schwarzeneggerrel. (Kevesen tudják, hogy eredetileg Van Damme-ra volt osztva a Ragadozó szerepe, a Ragadozó című filmben. Van Damme híres akart lenni, ez a szerep viszont nem tette lehetővé számára, hogy arca ismert legyen, mert végig jelmezben kellett volna szerepelnie, így nem vállalta.) A bejelentés megragadta Golan figyelmét, és felhívta a 20th Century Foxot, hogy igazolják a történetet. A 20th Century Fox szóvivője elmondta, hogy volt ott egy Jean-Claude Van Damme nevezetű férfi, aki a gonosz szerepét játszotta, de nem említette, hogy a színész jelmezben volt, ami takarta az arcát. Golan ezután adott nekik egy lehetőséget.
Dux később megalapította ez első Amerikai Ninjitsu Rendszert: Dux-Ryu néven.
A film sokáig egy vágószoba fiókjában hevert, ezért Van Damme megpróbálta piacra dobni a filmet barátja, Michel Qissi segítségével. A Milani Film Fesztiválon találkoztak néhány filmproducerrel, akiket érdekelt a film malajziai kiadása. A film nagyon sikeres lett, és amikor Golan értesült erről, kiadta az Amerikai Egyesült Államok nyugati partján, ahol szintén óriási sikert ért el.

## Filmzene
A film zenéjét Paul Hertzog készítette, aki Van Damme másik filmjének, a Kickboxernek a zenei anyagáért is felelős.
- 1. Fight to Survive (02:23) – Paul Delph, Shaylin Walsh
- 2. Kumite (Main Title) (02:39)
- 3. Father and Son / Training (04:24)
- 4. The Tree and the Sword / In Hong Kong / The Walled City / Ceremony (07:43)
- 5. Chong Li Kills (02:50)
- 6. On My Own – Alone (03:34) – Paul Delph
- 7. The Second Day (04:23)
- 8. The Morning After (02:45)
- 9. Preparation (02:32)
- 10. Dim Mak (01:59)
- 11. Powder (03:42)
- 12. Triumph (02:33)

## Fogadtatás
A filmet Hongkongban és Kaliforniában forgatták, költségvetése 1,5 millió dollár volt, az amerikai mozikban 11 806 119 dollárt, míg világszerte 80 millió dollár bevételt hozott. Van Damme állítólag 70 millió dollárt kapott a szerepének eljátszásáért.
Az IMDb-n 6,1 pontra áll, a Rotten Tomatoeson pedig 35%-ot kapott a kiemelt kritikusoktól, viszont az összesített listán 70%-ra áll.

## Bakik
Amikor a fiatal Frank lebukik, Tanaka a magyar szinkronban azt mondja: „A Katanák kardját nem lehet elrabolni.” Helyesen úgy hangzana, hogy „A Tanakák kardját nem lehet elrabolni”, mivel a családnevük Tanaka, a katana pedig maga a kard.
Később Duxnak a tornán való részvételhez a Dim Mak technikát kell demonstrálnia és ehhez egy téglarakás tetszőlegesen kiválasztott tégláját összetörnie úgy, hogy a többi közben nem sérül. Dux Victor Lint kéri meg egy tégla kiválasztására és ő egy felső sorban lévőre mutat rá. Itt újabb hibás fordítás hangzik el. Az egyik bíró a magyar szinkronban azt mondja „Rajta! Kezdje!”, míg az eredeti változat szerint Duxot egy téglarakás legalsó téglájának összetörésére szólítja fel, így a jelenet magyarul értelmetlenné válik (hiszen Dux nem azt a téglát töri össze, amit eredetileg kiválasztottak neki).

## Fordítás
- Ez a szócikk részben vagy egészben  a   Bloodsport (film) című angol Wikipédia-szócikk ezen változatának fordításán alapul.  Az eredeti cikk szerkesztőit annak laptörténete sorolja fel. Ez a jelzés csupán a megfogalmazás eredetét és a szerzői jogokat jelzi, nem szolgál a cikkben szereplő információk forrásmegjelöléseként.